# Alfred Rosmer

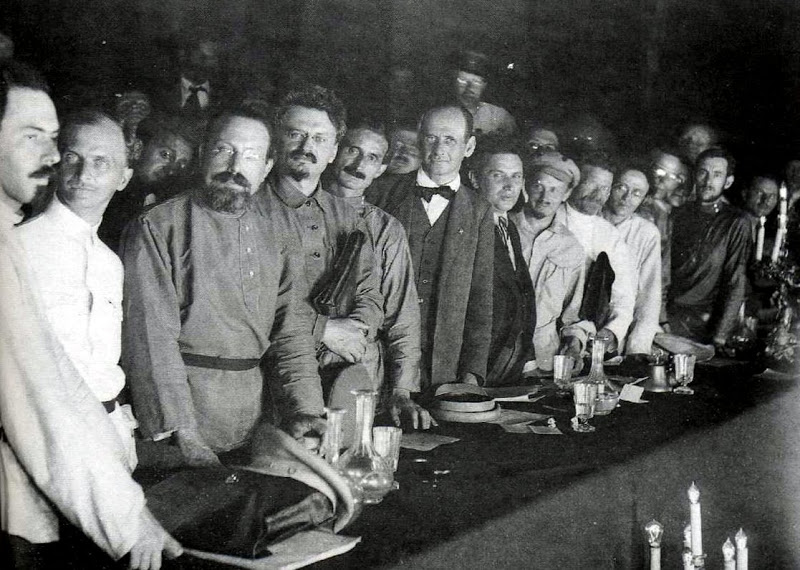
Rosmer (zwischen Leo Trotzki und Paul Levi) beim II. Kongress der Komintern, 1920

Alfred Rosmer (* 23. August 1877 in Paterson bei New York; † 6. Mai 1964 in Créteil, Frankreich) war ein französischer Syndikalist und späterer Kommunist (PCF, EKKI).

## Leben
Rosmer war mit dem russischen Revolutionär Leo Trotzki befreundet, seit dessen Exil in Frankreich während des Ersten Weltkrieges. 1937 war Rosmer Mitglied der Dewey-Kommission, die die im Moskauer Schauprozess gegen Trotzki erhobenen Vorwürfe überprüfte. Im September 1938 fand der Gründungskongress der Vierten Internationale in Rosmers Haus bei Paris statt.
1939 brachte er zusammen mit seiner Frau Marguerite Trotzkis Enkel Wsewolod Wolkow nach Mexiko und lebte dort in Trotzkis Haus in Coyoacán. Der spätere Mörder Trotzkis, Ramón Mercader, freundete sich mit Rosmer an und nutzte Besuche bei dem längere Zeit Erkrankten, um das Anwesen auszukundschaften.
1960 gehörte Rosmer zu den Unterzeichnern des Manifests der 121 über das Recht zur Dienstpflichtverweigerung im Algerienkrieg.

## Trivia
In dem Film Das Mädchen und der Mörder – Die Ermordung Trotzkis (1972) wird Alfred Rosmer von Jean Desailly und Marguerite Rosmer von Simone Valère gespielt.

## Werke
- Moskau zu Lenins Zeiten, Übersetzung von Jakob Moneta und Rudolf Segall, ISP-Verlag 1989, ISBN 3-88332-160-5